# غركان (آشتيان)
غرکان (بالفارسية: گرکان) هي قرية تقع في إيران في قسم غرکان الريفي. يقدر عدد سكانها بـ 660 نسمة بحسب إحصاء 2016.

## أعلام
- عبد العظيم قريب